# Matriu zero
Una matriu zero és una matriu de n x m elements:
{\displaystyle A={\begin{pmatrix}a_{11}&a_{12}&a_{13}&.&.&.&a_{1m}\\a_{21}&a_{22}&a_{23}&.&.&.&a_{2m}\\a_{31}&a_{32}&a_{33}&.&.&.&a_{3m}\\.&.&.&.&.&.&.\\.&.&.&.&.&.&.\\.&.&.&.&.&.&.\\a_{n1}&a_{n2}&a_{n3}&.&.&.&a_{nm}\\\end{pmatrix}}}
tal que aji = 0 per a tot i = 1, 2, 3, ... ,n i j = 1, 2, 3, ..., m. Per tant, en aquest cas, la matriu A pren la forma:
{\displaystyle A={\begin{pmatrix}0&0&0&.&.&.&0\\0&0&0&.&.&.&0\\0&0&0&.&.&.&0\\.&.&.&.&.&.&.\\.&.&.&.&.&.&.\\.&.&.&.&.&.&.\\0&0&0&.&.&.&0\\\end{pmatrix}}}
Aquesta matriu també se sol anomenar matriu nul·la i es denota per 0. Òbviament una matriu zero és, al mateix temps, matriu simètrica, matriu antisimètrica, matriu nilpotent i matriu singular, sempre que sigui una matriu quadrada, i és l'element neutre de la suma de matrius.